# Liste der Kommunalwappen mit der Jakobsmuschel in Frankreich
Dieser Artikel enthält die Liste der Kommunalwappen mit der Jakobsmuschel in Frankreich.
Als Jakobsmuscheln oder Pilgermuscheln werden zwei nahe verwandte Arten von Muscheln bezeichnet, die beide zur Gattung Pecten gehören. Der Name Jakobsmuschel geht auf den heiligen Jakobus, den Schutzpatron der Pilger, zurück, dessen Erkennungszeichen die Muschel ist.

## Département Ain (01)

Lage in Frankreich

Das Département Ain, offiziell Département de l’Ain liegt in der Region Auvergne-Rhône-Alpes und hat seinen Namen vom gleichnamigen Fluss.
Es ist in die vier Arrondissements Belly, Bourg-en-Bresse, Gex und Nantua sowie 23 Kantone und 408 Gemeinden gegliedert.
Sitz der Präfektur ist Bourg-en-Bresse.

### Arrondissement Bourg-en-Bresse

Meximieux

### Arrondissement Gex

Cessy
Grilly
Péron
Sauverny
Versonnex
Vesancy

## Département Aisne (02)

Lage in Frankreich

Im Norden Frankreichs, an der Grenze nach Belgien, liegt das nach dem Fluss Aisne benannte Département Aisne.
Es ist in die fünf Arrondissements Château-Thierry, Laon, Saint-Quentin, Soissons und Vervins sowie 804 Gemeinden gegliedert.
Sitz der Präfektur ist Laon.

### Arrondissement Château-Thierry

Margival

### Arrondissement Laon

Monthenault
Viry-Noureuil

### Arrondissement Saint-Quentin

Flavy-le-Martel
Montescourt-Lizerolles

### Arrondissement Vervins

Renneval
Tupigny

## Département Allier (03)

Lage in Frankreich

In der Mitte Frankreichs, in der Region Auvergne-Rhône-Alpes, liegt das Département Allier. Es ist nach dem das Département durchfließenden Fluss Allier benannt.
Allier umfasst den Großteil der historischen Grafschaft Bourbonnais, den Stammsitz des Hauses Bourbon.
Das Département ist in die drei Arrondissements Montluçon, Moulins und Vichy sowie 19 Kantone und 317 Gemeinden gegliedert.
Sitz der Präfektur ist Moulins.

### Arrondissement Montluçon

Cosne-d’Allier
Hyds

### Arrondissement Moulins

Bourbon-l’Archambault
Le Montet
Limoise

### Arrondissement Vichy

Saint-Loup

## Département Alpes-de-Haute-Provence (04)

Lage in Frankreich

Das Département Alpes-de-Haute-Provence liegt in der Region Provence-Alpes-Côte d’Azur im Südosten Frankreichs.

Das Département ist in die vier Arrondissements Barcelonnette, Castellane, Digne-les-Bains und Forcalquier mit 15 Kantonen und 198 Gemeinden gegliedert.
Sitz der Präfektur ist Digne-les-Bains.

### Arrondissement Forcalquier

Puimichel

## Département Hautes-Alpes (05)

Lage in Frankreich

In der Region Provence-Alpes-Côte d’Azur, im Südosten Frankreichs, an der italienischen Grenze liegt das Département Hautes-Alpes. Es wurde so benannt, weil hier – sieht man von den Gipfeln der Mont-Blanc-Gruppe im Département Haute-Savoie ab – die höchsten Berge Frankreichs liegen.
Das Département ist in die zwei Arrondissements Briançon und Gap mit 15 Kantonen und 163 Gemeinden gegliedert.
Sitz der Präfektur ist Gap.

### Arrondissement Briançon

Le Monêtier-les-Bains

### Arrondissement Gap

Aspres-sur-Buëch

## Département Alpes-Maritimes (06)

Lage in Frankreich

Das Département Alpes-Maritimes liegt am Mittelmeer und reicht von der Côte d’Azur ins alpine Hinterland. Alpes Maritimes (deutsch Seealpen) ist auch der französische Name dieses Teils der Alpen, der hier das Grenzgebirge zwischen Frankreich und Italien bildet. Das Département ist in die zwei Arrondissements Grasse und Nizza mit zusammen 27 Kantonen und 163 Gemeinden gegliedert.

Sitz der Präfektur ist Nizza.

### Arrondissement Grasse

La Colle-sur-Loup

### Arrondissement Nizza

Castagniers
Castagniers (Variante)
Duranus

## Département Ardèche (07)

Lage in Frankreich

Das Département Ardèche liegt in der Region Auvergne-Rhône-Alpes. Es wurde nach dem Fluss Ardèche benannt, der im Westen des Départements entspringt, den südlichen Teil durchschneidet und bei Pont-Saint-Esprit (Département Gard) in die Rhône, die die östliche Grenze des Départements bildet, mündet.

Das Département ist in die drei Arrondissements Largentière, Privas und Tournon-sur-Rhône mit zusammen 17 Kantonen und 335 Gemeinden gegliedert.

Sitz der Präfektur ist Privas.

### Arrondissement Largentière

Saint-Didier-sous-Aubenas

## Département Ardennes (08)

Lage in Frankreich

Im Nord-Osten Frankreichs, in der Region Grand Est, liegt das Département Ardennes. Es wurde nach dem Mittelgebirge Ardennen benannt.

Das Département ist in die vier Arrondissements Charleville-Mézières, Rethel, Sedan und Vouziers, 19 Kantone und 449 Gemeinden gegliedert.

Sitz der Präfektur ist Charleville-Mézières.

### Arrondissement Rethel

Coucy

### Arrondissement Sedan

Cheveuges

### Arrondissement Vouziers

Beffu-et-le-Morthomme
Noirval
Tourcelles-Chaumont

## Département Ariège (09)

Lage in Frankreich

Das Département Ariège liegt an der Grenze zu Spanien und Andorra im Südosten der Region Okzitanien. Der Hauptort ist Foix.

Das Département ist in die drei Arrondissements Foix, Pamiers und Saint-Girons, 13 Kantone und 325 Gemeinden gegliedert.

### Arrondissement Saint-Girons

Les Bordes-sur-Arize
Lescure
Saint-Lary

## Département Aube (10)

Lage in Frankreich

Das Département Aube liegt im Nord-Osten Frankreichs, in der Region Grand Est. Es wurde nach dem Fluss Aube benannt und beherbergt die größte europäische Anbaufläche von Nutzhanf.

Das Département ist in drei Arrondissements Bar-sur-Aube, Nogent-sur-Seine und Troyes mit insgesamt 17 Kantonen und 431 Gemeinden gegliedert.

### Arrondissement Nogent-sur-Seine

Rilly-Sainte-Syre
Viâpres-le-Petit

### Arrondissement Troyes

Bragelogne-Beauvoir
Fralignes

## Département Aude (11)
In der südfranzösischen Region Okzitanien an der westlichen Mittelmeerküste, nördlich vor den Pyrenäen, liegt das Département Aude. Es wird von der namensgebenden Aude durchflossen.

Lage in Frankreich
Baraigne
Belvèze-du-Razès
Molleville

## Département Aveyron (12)

Lage in Frankreich

Das Département Aveyron liegt in der Region Okzitanien im Süden Frankreichs und wurde nach dem Fluss Aveyron, einem Nebenfluss des Tarn, benannt.
Das Département ist in die drei Arrondissements Millau, Rodez und Villefranche-de-Rouergue sowie 23 Kantone und 285 Gemeinden gegliedert.
Sitz der Präfektur ist Rodez.

### Arrondissement Rodez

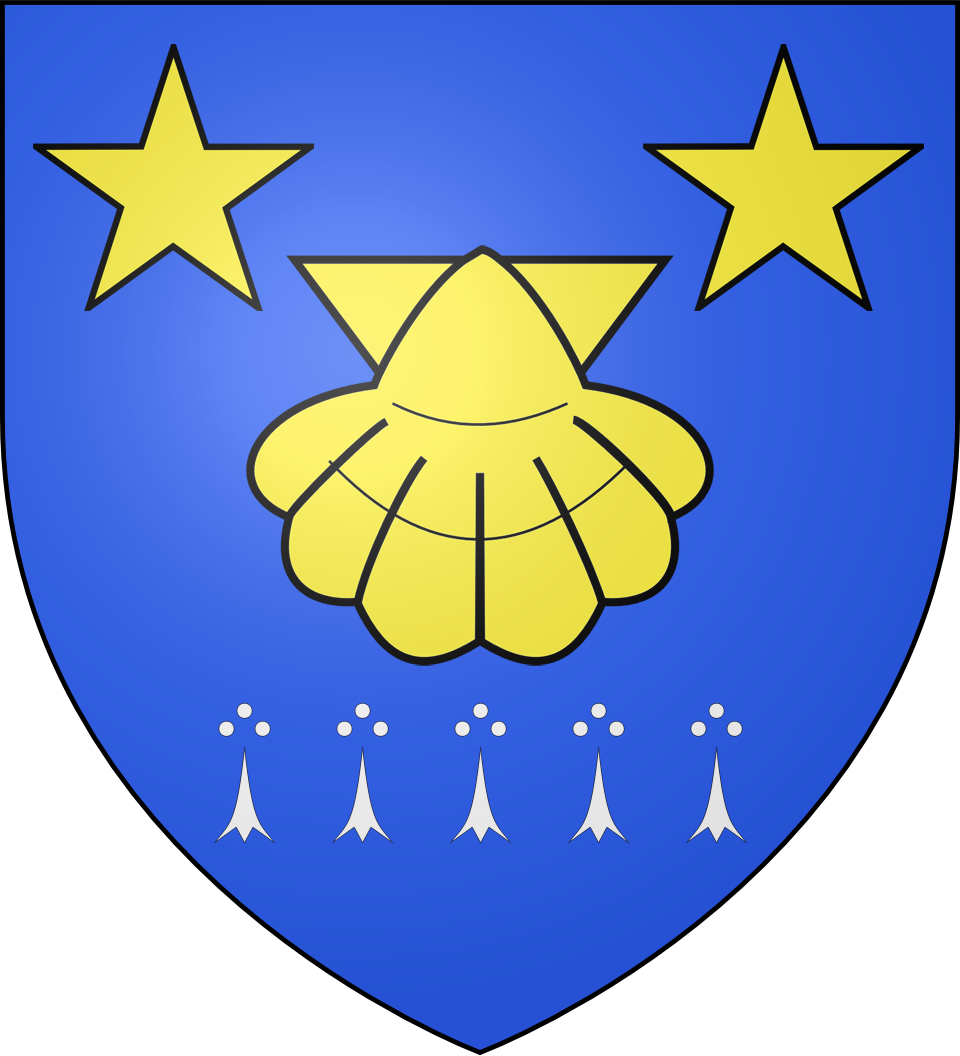
Aurelle-Verlac
Conques
Espeyrac
Grand-Vabre
Pomayrols
Prades-d’Aubrac
Recoules-Prévinquières
Saint-Chély-d’Aubrac
Saint-Cyprien-sur-Dourdou

### Arrondissement Villefranche-de-Rouergue

Bournazel
La Salvetat-Peyralès

## Département Calvados (14)

Lage in Frankreich

Das Département Calvados liegt im Norden Frankreichs, in der Region Normandie. Es ist nach den Plateau du Calvados genannten Riffs, die der Küste in diesem Gebiet vorgelagert sind, benannt. Sitz der Präfektur ist Caen.
Das Département ist in die vier Arrondissements Bayeux, Caen, Lisieux und Vire sowie 25 Kantone und 537 Gemeinden gegliedert.

### Arrondissement Bayeux

Grandcamp-Maisy
Manvieux

### Arrondissement Caen

Bretteville-sur-Odon
Cagny
Cairon
Courseulles-sur-Mer
Langrune-sur-Mer
Luc-sur-Mer
Ouistreham
Saint-Aubin-sur-Mer
Vignats

### Arrondissement Lisieux

Benerville-sur-Mer
Beuvillers
Houlgate
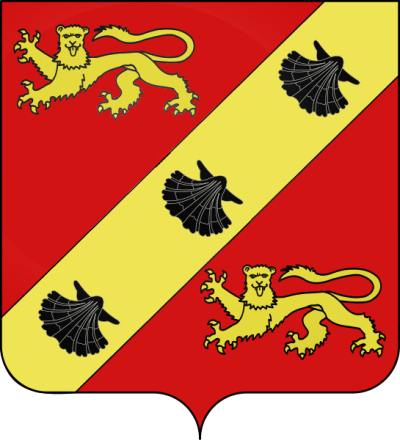
Houlgate (Variante)
Ouilly-le-Vicomte

## Département Cantal (15)
Das Département Cantal liegt in der zentralen Region Auvergne-Rhône-Alpes und ist nach dem zweithöchsten Berg des Zentralmassivs, dem Plomb du Cantal (1858 m) benannt. Das Département ist namensgebend für die Käsesorte Cantal.

Lage in Frankreich
Département Cantal
Arpajon-sur-Cère
Aurillac
Laroquebrou
Molompize

## Département Charente (16)
Das Département Charente liegt in der Region Nouvelle-Aquitaine im Westen des Landes und ist nach dem Fluss Charente benannt. Es ist in 3 Arrondissements, 19 Kantone und 366 Gemeinden gegliedert.

Lage in Frankreich
Souvigné

## Département Charente-Maritime (17)

Lage in Frankreich

Das Département Charente-Maritime liegt im Westen des Landes in der Region Nouvelle-Aquitaine an der Atlantikküste. Sitz der Präfektur ist die alte Festungsstadt La Rochelle.

Das Département ist in die fünf Arrondissements Jonzac, La Rochelle, Rochefort, Saintes und Saint-Jean-d’Angély sowie 27 Kantone und 466 Gemeinden gegliedert.

### Arrondissement La Rochelle

La Flotte

### Arrondissement Rochefort

Saint-Pierre-d’Oléron
Saint-Trojan-les-Bains

### Arrondissement Saintes

Cozes
Écoyeux
Gémozac
Jazennes
Préguillac
Saujon

## Département Cher (18)
Das Département Cher liegt in der Mitte des Landes in der Region Centre-Val de Loire und ist nach dem Fluss Cher benannt.

Lage in Frankreich
Jussy-Champagne

## Département Corrèze (19)

Lage in Frankreich

Das Département Corrèze ist nach dem Fluss Corrèze benannt. Es liegt in der Region Nouvelle-Aquitaine im Zentrum Frankreichs und ist in die drei Arrondissements Brive-la-Gaillarde, Tulle und Ussel mit insgesamt 19 Kantonen und 277 Gemeinden gegliedert.

Hauptort und Präfektur des Départements ist Tulle.

### Arrondissement Brive-la-Gaillarde

Beyssac Auf Rot ein silberner (weißer) Löwe darüber ein blauer Schrägbalken, im Schildhaupt unten ein waagerechter blauer Balken und oben auf Rot drei silberne (weiße) Muscheln
Ussac In Rot eine silberne (weiße) Jakobsmuschel über einem liegenden silbernen (weißen) Halbmond. Je ein goldenes (gelbes) Schwert zu den Seiten, die Spitze zum Schildfuß zeigend

### Arrondissement Tulle

Affieux In Gold (Gelb) drei grüne Jakobsmuscheln und im linken goldenen (gelben) Obereck zwei laufende rote Löwen übereinander
Perpezac-le-Noir In Blau ein gedrückter goldener (gelber) Sparren begleitet von drei goldenen (gelben) Jakobsmuscheln und aufliegend ein Herzschild in Gold (Gelb) mit übereinander zwei laufende roten Löwen
Rilhac-Treignac Gespalten in Blau und Gold (Gelb), vorn drei goldene (gelbe) Schrägbalken, hinten drei (2:1) grüne Muscheln

### Arrondissement Ussel

Feyt Gespalten, rechts in Blau besät mit goldenen (gelben) Kugeln. Links in Silber (Weiß) ein roter schräger Balken mit zwei goldenen (gelben) Muscheln belegt
Péret-Bel-Air In Rot ein goldener (gelber) gedrückter Sparren, durch den ein silberner (weißer) Fisch schwimmt; begleitet von drei silbernen (weißen) Muscheln
Saint-Angel Das Wappen ist geviert, im goldenen (gelben) Feld 1 und 4 ein schwarzer Löwe und im oberen blauen Feldrand ein fünfstrahliger silberner (weißer) Stern zwischen zwei ebenso gefärbten Muscheln, die anderen Felder sind silber (weiß) mit einem roten Schrägbalken der von fünf roten Rosen, drei darüber, begleitet wird
Sérandon Heraldisch rechts in Blau drei goldene (gelbe) Muscheln, links in Rot ein halbes silbernes (weißes) Spornrad am Spalt

## Département Haute-Corse (20b)
Das Département Haute-Corse war von 1976 bis 2017 eines der beiden korsischen Départements. Es lag im Norden der Mittelmeerinsel Korsika und wurde in der alphabetischen Reihenfolge der Départements als Nr. 20b bezeichnet. Im Gefolge der Statusänderung Korsikas wurde das Département per 1. Januar 2018 aufgehoben und seine Verwaltung mit der der Region zusammengelegt. Für statistische Zwecke wird das Département aber weiterhin verwendet.

Lage in Frankreich
Costa

## Département Côte-d’Or (21)

Lage in Frankreich

Das Département Côte-d’Or liegt im Osten des Landes, in der Region Bourgogne-Franche-Comté und ist nach einer von Weinbau geprägten geologischen Steilabbruchkante benannt, die von Dijon südlich über Beaune verläuft. Es ist in die drei Arrondissements Beaune, Dijon und Montbard sowie 43 Kantone und 704 Gemeinden gegliedert.
Sitz der Präfektur ist Dijon.

### Arrondissement Beaune

Châteauneuf
Colombier
Combertault
Marey-lès-Fussey
Pommard

### Arrondissement Dijon

Avot
Beire-le-Fort
Bretenière
Clénay
Couternon
Lamarche-sur-Saône
Neuilly-lès-Dijon
Saint-Julien

### Arrondissement Montbard

Coulmier-le-Sec
Étalante
Gissey-le-Vieil
Mauvilly
Nicey
Puits
Quemigny-sur-Seine
Villotte-sur-Ource

## Département Côtes-d’Armor (22)

Lage in Frankreich

Das Département Côtes-d’Armor (bret. Aodoù an Arvor) ist eines der vier Départements der Region Bretagne. Bis 1990 trug das Département den Namen Côtes-du-Nord (bret. Aodoù an Hanternoz). Sitz der Präfektur ist Saint-Brieuc.

Das Département ist in die vier Arrondissements Dinan, Guingamp, Lannion und Saint-Brieuc sowie 27 Kantone und 355 Gemeinden gegliedert.

### Arrondissement Dinan

Bobital
Languédias
Tréfumel

### Arrondissement Guingamp

Belle-Isle-en-Terre
Saint-Gilles-Pligeaux
Tréogan

### Arrondissement Lannion

Perros-Guirec
Ploumilliau
Trébeurden

### Arrondissement Saint-Brieuc

Pléneuf-Val-André
Ploufragan

## Département Creuse (23)
Das Département Creuse (okzitanisch Cruesa) liegt im Zentrum Frankreichs, in der Region Nouvelle-Aquitaine, und ist nach dem Fluss Creuse benannt.

Lage in Frankreich
Bénévent-l’Abbaye
Mérinchal
Saint-Domet
Saint-Germain-Beaupré

## Département Dordogne (24)

Lage in Frankreich

Das Département Dordogne liegt im Südwesten Frankreichs, in der Region Nouvelle-Aquitaine und ist nach dem Fluss Dordogne benannt.

Es ist in die vier Arrondissements Bergerac, Nontron, Périgueux und Sarlat-la-Canéda mit insgesamt 25 Kantonen und 505 Gemeinden gegliedert.

Périgueux ist die größte Stadt und Sitz der Präfektur des Départements.

### Arrondissement Bergerac

Bosset Der dürre Baum steht für den Ursprung des Namens der Gemeinde, die Jakobsmuschel weist auf den Schutzpatron der Gemeinde, den Apostel Jakobus der Ältere, hin.
Ginestet
Le Fleix Die grüne Farbe erinnert an das Tal der Dordogne, die Hügel und die Weinberge. Die Sparren bezeichnen die Flussbiegung, die der Gemeinde den ursprünglichen Namen gaben. Die Brücken symbolisieren den Viadukt mit 30 Bögen und erinnern an die früheren Hafentätigkeiten, das Treideln und die Überfahrt.
Saint-Germain-et-Mons
Saint-Laurent-des-Vignes
Saint-Martin-de-Gurson
Saint-Nexans
Saint-Rémy

### Arrondissement Nontron

La Coquille

### Arrondissement Périgueux

Campsegret

## Département Doubs (25)
Das Département Doubs liegt im Osten des Landes, in der Region Bourgogne-Franche-Comté und ist nach dem Fluss Doubs benannt.

Lage in Frankreich
Lombard
Romain
Semondans
Vuillafans

## Département Drôme (26)
Das Département Drôme liegt in der Region Auvergne-Rhône-Alpes und wurde nach dem Fluss Drôme benannt, einem Nebenfluss der Rhône.

Lage in Frankreich
La Coucourde
Mours-Saint-Eusèbe
Pommerol

## Département Eure (27)

Lage in Frankreich

Das Département Eure liegt in der Region Normandie im Norden des Landes und ist nach dem Fluss Eure benannt.

Es ist in die drei Arrondissements Bernay, Évreux und Les Andelys mit insgesamt 23 Kantonen und 602 Gemeinden gegliedert.

Évreux ist die größte Stadt und Sitz der Präfektur des Départements.

### Arrondissement Bernay

Bourth
Tourville-la-Campagne

### Arrondissement Évreux

Conches-en-Ouche
Épieds
Le Fresne
Mousseaux-Neuville

### Arrondissement Les Andelys

Écos
La Boissière
Saint-Pierre-la-Garenne
Saint-Vincent-des-Bois

## Département Eure-et-Loir (28)
Das Département Eure-et-Loir liegt in der Mitte des Landes in der Region Centre-Val de Loire und ist nach den Flüssen Eure und Loir benannt.

Lage in Frankreich
Barjouville
Oysonville
Villemaury
Villiers-le-Morhier

## Département Finistère (29)

Lage in Frankreich

Das Département Finistère ist das westlichste kontinentale Département Frankreichs und ein Teil der Region Bretagne. Daher bekam es bereits in römischer Zeit den Namen Finis Terrae (Ende der Erde), der bretonische Name lautet Penn ar Bed (Anfang, Spitze oder auch Haupt der Welt).

Es ist in die vier Arrondissements Brest, Châteaulin, Morlaix und Quimper mit insgesamt 27 Kantonen und 297 Gemeinden gegliedert.

Größte Stadt und Sitz der Präfektur des Départements ist Brest.

### Arrondissement Brest

Guissény
Hôpital-Camfrout
Landéda
Le Conquet
Milizac
Plouarzel
Plougastel-Daoulas

## Département Gard (30)
Das Département Gard liegt im Süden des Landes in der Region Okzitanien und wurde nach dem Fluss Gard benannt, einem Nebenfluss der Rhône.

Lage in Frankreich
Conqueyrac

## Département Haute-Garonne (31)
Das Département Haute-Garonne liegt im Süden des Landes in der Region Okzitanien, an der Grenze zu Spanien, und wurde nach dem Oberlauf des Flusses Garonne benannt.

Lage in Frankreich
Chaum
Estilhac
Labastidette
Moncaup
Saint-Julien-sur-Garonne
Tournefeuille

## Département Gers (32)
Das Département Gers liegt im Südwesten Frankreichs, in der Region Okzitanien, und wurde nach dem Fluss Gers, einem Nebenfluss der Garonne, benannt.

Lage in Frankreich
Beaupuy
Marsolan
Mouchan
Pujaudran
Saint-Antoine

## Département Gironde (33)

Lage in Frankreich

Das Département Gironde liegt im Westen des Landes in der Region Nouvelle-Aquitaine und ist nach dem Ästuar Gironde, der im Département durch den Zusammenfluss der Dordogne und der Garonne entsteht, benannt. Mit einer Fläche von 9.975 km² ist es nach Französisch-Guayana das zweitgrößte französische Département.
Das Département ist in die sechs Arrondissements Arcachon, Blaye, Bordeaux, Langon, Lesparre-Médoc und Libourne sowie 33 Kantone und 538 Gemeinden gegliedert.
Sitz der Präfektur ist Bordeaux.

### Arrondissement Arcachon

Belin-Béliet
Le Barp
Lugos
Marcheprime
Mios
Salles

### Arrondissement Blaye

Saint-Ciers-sur-Gironde
Samonac
Tauriac

### Arrondissement Bordeaux

Cadaujac
Cénac
Cursan
Gradignan
La Brède
La Tourne
Le Pout
Lormont
Saint-Médard-d’Eyrans
Saint-Médard-en-Jalles

### Arrondissement Langon

Cudos
Podensac
Pondaurat

### Arrondissement Lesparre-Médoc

Grayan-et-l’Hôpital
Le Temple
Saint-Estèphe
Vertheuil

### Arrondissement Libourne

Grayan-et-l’Hôpital
Saint-Médard-de-Guizières
Sainte-Terre

## Département Hérault (34)
Das Département Hérault liegt im Süden des Landes in der Region Okzitanien und wurde nach dem Fluss Hérault benannt. Hauptort des Départements ist Montpellier.

Lage in Frankreich
Saint-Étienne-d’Albagnan
Usclas-du-Bosc

## Département Ille-et-Vilaine (35)
Das französische Département Ille-et-Vilaine (bretonisch: Il-ha-Gwilen) ist das 35. Département in alphabetischer Reihenfolge. Es liegt im Nordwesten Frankreichs und bildet das östlichste Departement der Region Bretagne.

Lage in Frankreich
La Chapelle-du-Lou
Saint-Méloir-des-Ondes
Saint-Onen-la-Chapelle

## Département Indre (36)
Das Département Indre mit der Hauptstadt Châteauroux liegt in der Mitte des Landes, in der Region Centre-Val de Loire, und wurde nach dem Fluss Indre benannt.

Lage in Frankreich
Bretagne
Neuvy-Saint-Sépulchre

## Département Indre-et-Loire (37)
Das Département Indre-et-Loire liegt in der Mitte Frankreichs, in der Region Centre-Val de Loire und wurde nach den Flüssen Indre und Loire benannt. Das Département umfasst die historische Region Touraine.

Lage in Frankreich
Crouzilles
Maillé
Saint-Laurent-de-Lin
Sorigny

## Département Isère (38)
Das Département Isère liegt im Südosten des Landes, in der Region Auvergne-Rhône-Alpes und ist nach dem Fluss Isère benannt.

Lage in Frankreich
Pont-de-Chéruy
Saint-Just-Chaleyssin
Vif

## Département Jura (39)
Das Département Jura liegt im Osten des Landes in der Region Bourgogne-Franche-Comté an der Grenze zwischen Frankreich und der Schweiz und ist nach dem Gebirge Jura benannt.

Lage in Frankreich
Évans

## Département Landes (40)
Das Département Landes liegt im Südwesten Frankreichs, in der Region Nouvelle-Aquitaine. Der Name ist ein Plural (les Landes, département des Landes; gascognisch las Lanas) und ist abgeleitet aus der Bezeichnung der dort einst vorherrschenden Heidelandschaft (frz. lande), aus denen seit großen Aufforstungen auf Befehl Napoleons, das größte zusammenhängende Waldgebiet Westeuropas geworden ist, bekannt als Les Landes (die Landes).

Lage in Frankreich
Créon-d’Armagnac
Labenne
Magescq
Moliets-et-Maa
Pimbo
Soustons

## Département Loir-et-Cher (41)
Das Département Loir-et-Cher liegt in der Mitte des Landes, in der Region Centre-Val de Loire, und ist nach den Flüssen Cher und Loir benannt.

Lage in Frankreich
Avaray
Faye
Houssay
Pezou
Saint-Hilaire-la-Gravelle
Saint-Jacques-des-Guérets
Seillac
Vievy-le-Rayé

## Département Loire (42)

Lage in Frankreich

Das Département Loire liegt im Südosten des Landes, in der Region Auvergne-Rhône-Alpes, und wurde nach dem Fluss Loire benannt. Es ist in die drei Arrondissements Montbrison, Roanne und Saint-Étienne mit insgesamt 21 Kantone und 320 Gemeinden gegliedert.

Sitz der Präfektur und größte Stadt des Départements ist Saint-Étienne.

### Arrondissement Montbrison

La Chapelle-en-Lafaye
Marols
Salvizinet

### Arrondissement Roanne

Dancé
Ouches
Régny
Saint-Germain-Lespinasse
Saint-Romain-d’Urfé

### Arrondissement Saint-Étienne

Saint-Genest-Lerpt

## Département Haute-Loire (43)
Das Département Haute-Loire liegt in der Mitte Frankreichs, in der Region Auvergne-Rhône-Alpes, und ist nach dem Oberlauf der Loire, deren Quellgebiet sich hier befindet, benannt.

Lage in Frankreich
Fontannes
La Chapelle-Bertin

## Département Loire-Atlantique (44)
Das Département Loire-Atlantique (bretonisch: Liger-Atlantel) gehört zur Region Pays de la Loire und zur historischen Bretagne, nicht aber zur modernen Verwaltungsregion gleichen Namens, von der es das Vichy-Regime 1941 abtrennte.

Lage in Frankreich
Le Pellerin
La Plaine-sur-Mer
Pornichet
Saint-Mars-de-Coutais
Saint-Mars-la-Jaille
Les Sorinières
Touvois
Vue

## Département Loiret (45)
Das Département Loiret liegt in der Mitte Frankreichs, in der Region Centre-Val de Loire, und ist nach dem Fluss Loiret benannt.

Lage in Frankreich
Augerville-la-Rivière
Auxy
Bonny-sur-Loire
Cléry-Saint-André
Melleroy
Saint-Loup-de-Gonois

## Département Lot (46)
Das Département Lot liegt im Süden des Landes in der Region Okzitanien und wurde nach dem Lot, einem Nebenfluss der Garonne, benannt.

Lage in Frankreich
Gréalou

## Département Lot-et-Garonne (47)
Das Département Lot-et-Garonne liegt im Südwesten des Landes, in der Region Nouvelle-Aquitaine, und ist nach den Flüssen Lot und Garonne benannt.

Lage in Frankreich
Beauville
Estillac
Foulayronnes
Marmont-Pachas
Montesquieu
Penne-d’Agenais
Roquefort
Sauvagnas
Tonneins (alt)

## Département Lozère (48)
Das über 5.000 km² große Département Lozère liegt im Süden Frankreichs, in der Region Okzitanien, und ist nach dem Bergmassiv des Mont Lozère im Nationalpark der Cevennen benannt.

Lage in Frankreich
Arzenc-de-Randon
Chastanier
La Fage-Montivernoux
Nasbinals

## Département Maine-et-Loire (49)
Das Département Maine-et-Loire liegt im Westen des Landes, in der Region Pays de la Loire, und umfasst im Wesentlichen die historische Region Anjou.

Lage in Frankreich
La Chapelle-Rousselin
La Jaille-Yvon
La Pouëze
Le Mesnil-en-Vallée

## Département Manche (50)
Das im Kontext mit der Französischen Revolution am 4. März 1790 als Teil der historischen Provinz Normandie geschaffene Département Manche liegt im Norden Frankreichs, in der Region Normandie, und wurde nach dem Ärmelkanal (frz. La Manche) benannt.

Lage in Frankreich
Bréhal
Carquebut
Ducey
Équeurdreville-Hainneville
La Trinité
Saint-James
Saint-Pierre-Église
Sartilly-Baie-Bocage (Sartilly)
Sottevast
Yquelon

## Département Marne (51)
Das Département Marne liegt im Nordosten Frankreichs, in der Region Grand Est. Es wurde nach dem Fluss Marne benannt. Die Hauptstadt ist Châlons-en-Champagne, die kulturell bedeutendste Stadt ist Reims. Im Département liegt die Champagne, die durch den dort hergestellten Champagner weltberühmt ist.

Lage in Frankreich
Boult-sur-Suippe
Luxémont-et-Villotte
Mancy
Montmort-Lucy
Saint-Imoges
La Veuve

## Département Haute-Marne (52)
Das Département Haute-Marne liegt in der Region Grand Est und ist nach dem Fluss Marne benannt.

Lage in Frankreich
Harréville-les-Chanteurs

## Département Mayenne (53)
Das Département Mayenne mit der Hauptstadt Laval liegt in der westlichen Region Pays de la Loire.

Lage in Frankreich
Vaiges
Villiers-Charlemagne

## Département Meurthe-et-Moselle (54)

Lage in Frankreich

Das Département Meurthe-et-Moselle liegt in der Region Grand Est und ist nach den Flüssen Meurthe und Mosel benannt. Die Hauptstadt (Präfektur, frz. préfecture) ist Nancy, Unterpräfekturen sind Briey, Lunéville und Toul.

### Arrondissement Briey
Das Arrondissement Briey ist in zehn Kantone und 130 Gemeinden gegliedert.

Anderny

### Arrondissement Lunéville
Das Arrondissement Lunéville gliedert sich in neun Kantone und 164 Gemeinden.

Hablainville
Ogéviller
Pettonville
Réclonville
Saint-Martin

### Arrondissement Nancy
Das Arrondissement Nancy besteht aus 20 Kantonen und 188 Gemeinden.

Thézey-Saint-Martin

### Arrondissement Toul
Das Arrondissement Toul mit dem Hauptort Toul besteht aus fünf Kantonen und 112 Gemeinden.

Crézilles
Minorville

## Département Meuse (55)

Lage in Frankreich

Das Département Meuse liegt auch in der Region Grand Est und ist nach dem gleichnamigen Fluss Meuse (Maas) benannt. Seine Präfektur ist Bar-le-Duc, Unterpräfekturen sind Commercy und Verdun.
Das Département gliedert sich in 3 Arrondissements, 17 Kantone und 501 Gemeinden

### Arrondissement Bar-le-Duc
Das Arrondissement Bar-le-Duc mit der Präfektur Bar-le-Duc ist in neun Kantone und 109 Gemeinden gegliedert.

Brauvilliers
Trémont-sur-Saulx

### Arrondissement Commercy
Das Arrondissement Commercy mit der Unterpräfektur Commercy, besteht aus sieben Kantonen und 136 Gemeinden.

Cousances-lès-Triconville

### Arrondissement Verdun
Das Arrondissement Verdun mit Sitz der Unterpräfektur ist Verdun besteht aus 15 Kantonen und 255 Gemeinden.

Bouligny
Ecouviez

## Département Morbihan (56)

Lage in Frankreich

Das Département Morbihan wurde nach dem bretonischen Namen des gleichnamigen Golfs Mor Bihan (kleines Meer) benannt (Golf von Morbihan). Es liegt im Süden der Bretagne. Das kleine Meer wird durch die Halbinsel von Locmariaquer und die Halbinsel Rhuys vom Atlantik getrennt.
Das Département Morbihan gliedert sich in 3 Arrondissements, 21 Kantone und 253 Gemeinden.

### Arrondissement Vannes
Das Arrondissement Vannes liegt im Südosten der Region Bretagne, Verwaltungssitz (Präfektur) ist Vannes. Es untergliedert sich in 10 Kantone und 123 Gemeinden.

Augan
Baden
Larré
Lauzach
Lizio
Surzur

## Département Moselle (57)

Lage in Frankreich

Das Département Moselle liegt im Osten Frankreichs, in der Region Grand Est, und ist nach dem Fluss Mosel (französische Schreibweise: Moselle) benannt; Départementhauptstadt ist Metz.

Es ist in die fünf Arrondissements Forbach-Boulay-Moselle, Metz, Sarrebourg-Château-Salins, Sarreguemines und Thionville mit insgesamt 27 Kantonen und 727 Gemeinden gegliedert.

### Arrondissement Forbach-Boulay-Moselle

Bibiche
Colmen
Condé-Northen
Dalstein
Guerting
Hargarten-aux-Mines
Hestroff
Neunkirchen-lès-Bouzonville
Vatimont
Viller

### Arrondissement Metz

Augny
Chailly-lès-Ennery
Ennery
Gravelotte
Luppy
Marange-Silvange
Sainte-Ruffine
Sanry-lès-Vigy
Tragny

### Arrondissement Sarrebourg-Château-Salins

Achain Innerhalb eines silbernen Bordes, belegt mit acht roten Muscheln, in Blau ein goldener Reichsapfel mit schwarzem Band. Das Gemeindewappen ist das Wappen der Seigneurie Morhange, erweitert um die Muscheln, das Attribut des Schutzpatrons Jakobus von Achain.[1]
Château-Salins Rechts golden mit schrägem roten Balken mit drei silbernen gestümmelten Adlern, entsprechend dem Wappen des Herzogtums Lothringen; links rot mit einer silbernen Muschel.
Insviller
Langatte
Sarraltroff
Vahl-lès-Bénestroff

### Arrondissement Sarreguemines

Frauenberg
Kappelkinger
Kirviller
Neufgrange
Nousseviller-lès-Bitche

### Arrondissement Thionville

Apach
Berg-sur-Moselle
Contz-les-Bains
Haute-Kontz
Kerling-lès-Sierck
Kirsch-lès-Sierck
Kirschnaumen
Metzervisse
Mondelange
Montenach
Rémeling
Ritzing
Sierck-les-Bains
Volstroff
Waldwisse

## Département Nièvre (58)
Das Département Nièvre liegt im Zentrum des Landes, in der Region Bourgogne-Franche-Comté und ist nach dem Fluss Nièvre benannt. Sitz der Präfektur ist Nevers.

Lage in Frankreich
Asnan
Marigny-sur-Yonne
Neuffontaines

## Département Nord (59)
Das Département Nord liegt in der Region Hauts-de-France im Norden des Landes an der belgischen Grenze und ist das bevölkerungsreichste Département Frankreichs. Im äußersten Nordwesten befindet sich die Küste der Nordsee am Eingang zum Ärmelkanal.

Lage in Frankreich
Auberchicourt (Variante)
Awoingt
Bray-Dunes
Buysscheure
Comines (Variante)
Ghyvelde
Gondecourt
La Gorgue
Hondschoote
Lambersart Das Wappen zeigt drei in Rot gehaltene Streifen aus Hermelinpelz, von denen der erste mit drei, der zweite mit sechs und der dritte wiederum mit drei goldenen Muscheln bestückt ist.
Montrécourt
Steenbecque
Thun-Saint-Martin

## Département Oise (60)
Das Département Oise liegt in der Region Picardie im Norden des Landes und ist nach dem Fluss Oise benannt. Der offizielle Name wird französischen Sprachgepflogenheiten entsprechend mit einem Genitiv gebildet: Département de l’Oise.

Lage in Frankreich
Anserville
Baron
Chambly
Clairoix
Cuise-la-Motte
Fleurines
Froissy
Le Gallet
Liancourt
Loconville
Lormaison
Montagny-en-Vexin

## Département Orne (61)

Lage in Frankreich

Das Département Orne wurde nach dem Fluss Orne benannt. Es liegt im Norden des Landes, in der Region Normandie, und gliedert sich in drei Arrondissements, 21 Kantone und 394 Gemeinden.

### Arrondissement Argentan
Das Arrondissement Argentan liegt im Norden des Départements, es gliedert sich in elf Kantone und 226 Gemeinden.

Écouché
Montrée
Saint-Clair-de-Halouze

### Arrondissement Mortagne-au-Perche
Das Arrondissement Mortagne-au-Perche liegt im Südwesten des Départements Orne und ist in sieben Kantone und 146 Gemeinden gegliedert.

Joué du Bois
Saint-Aubin-de-Courteraie
Saint-Mard-de-Réno

## Département Pas-de-Calais (62)
Das Département Pas-de-Calais liegt im Norden des Landes in der Region Hauts-de-France und ist nach der Meerenge Straße von Dover (Straße von Calais, pas steht für passage), die Frankreich von England trennt, benannt. Sein Verwaltungssitz ist Arras.

Lage in Frankreich
Barastre
Bergueneuse
Billy-Berclau
Couturelle
Dainville
Duisans
Framecourt
Foufflin-Ricametz
Hautecloque
Hermaville
Merlimont
Rebreuve-sur-Canche
Roëllecourt
Royon
Sains-en-Gohelle
Séricourt
Tardinghen
Wailly
Zudausques

## Département Puy-de-Dôme (63)

Lage in Frankreich

Das Département Puy-de-Dôme liegt in der Region Auvergne-Rhône-Alpes und ist nach dem Berg Puy de Dôme im Zentralmassiv benannt.

Es ist in die fünf Arrondissements Ambert, Clermont-Ferrand, Issoire, Riom und Thiers mit insgesamt 31 Kantonen und 463 Gemeinden gegliedert.

Größte Stadt und Sitz der Präfektur ist Clermont-Ferrand.

### Arrondissement Ambert

Marsac-en-Livradois

### Arrondissement Clermont-Ferrand

Mauzun

### Arrondissement Issoire

Gelles
Vernet-la-Varenne

### Arrondissement Riom

Aubiat
Ayat-sur-Sioule
Charbonnières-les-Varennes
Clerlande
Durmignat
Mons
Montel-de-Gelat
Saint-Georges-de-Mons
Saint-Jacques-d’Ambur
Surat

## Département Pyrénées-Atlantiques (64)

Lage in Frankreich

Das Département Pyrénées-Atlantiques ist das Département mit der Ordnungsnummer 64. Es liegt im äußersten Südwesten des Landes in der Region Nouvelle-Aquitaine und ist nach den Pyrenäen und dem Atlantischen Ozean benannt. Das Département Pyrénées-Atlantiques ist in die drei Arrondissements Bayonne, Oloron-Sainte-Marie und Pau sowie 27 Kantone und 546 Gemeinden gegliedert. Sitz der Präfektur ist die Stadt Pau.

### Arrondissement Bayonne

Ahaxe-Alciette-Bascassan
Ahetze
Anhaux
Arbérats-Sillègue
Arancou
Bergouey-Viellenave
Biarritz
Bidarray
Bonloc
Bussunarits-Sarrasquette
Lecumberry
Mendive
Saint-Just-Ibarre
Souraïde
Suhescun
Uhart-Cize
Uhart-Mixe

### Arrondissement Oloron-Sainte-Marie

Laàs

### Arrondissement Pau

Arzacq-Arraziguet
Baliros
Sauvelade

## Département Hautes-Pyrénées (65)
Das Département Hautes-Pyrénées liegt im Süden des Landes an der spanischen Grenze in der Region Okzitanien in den Zentralpyrenäen.

Lage in Frankreich
Bazus-Aure
Bulan
Gavarnie
Lamarque-Rustaing
Sarrouilles
Trie sur Baïse
Vignec

## Département Pyrénées-Orientales (66)
Das Département Pyrénées-Orientales mit der Ordnungsnummer 66 liegt im Südwesten des Landes in der Region Okzitanien an der spanischen Grenze und wurde nach der Lage am Ostrand der Pyrenäen benannt.

Lage in Frankreich
Montner

## Département Bas-Rhin (67)

Lage in Frankreich

Das Département Bas-Rhin (dt.: Nieder-Rhein) liegt im Osten Frankreichs und bildet zusammen mit dem Département Haut-Rhin (dt. Ober-Rhein) das Elsass. Die Namen beider Départements ergeben sich aus dem Lauf des Rheins in Frankreich, der dessen Staatsgrenze zu Deutschland bildet. Im Deutschen wird Bas-Rhin auch als Unterelsass bezeichnet. Laut einer Umfrage beherrschen 46 Prozent der Einwohner noch einen indigenen alemannischen Dialekt. Damit ist der Dialekt hier weiter verbreitet als im Département Haut-Rhin.
Das Département gliedert sich in 5 Arrondissements, 23 Kantone und 526 Gemeinden

### Arrondissement Haguenau-Wissembourg
Das Arrondissement Haguenau-Wissembourg entstand zum 1. Januar 2015 durch den Zusammenschluss der Arrondissements Wissembourg und Haguenau.

Engwiller
Mertzwiller
Oberbronn

### Arrondissement Saverne

Diemeringen
Neugartheim-Ittlenheim
Ratzwiller
Vœllerdingen

### Arrondissement Sélestat-Erstein
Das Arrondissement Sélestat-Erstein ist in drei Kantone gegliedert. Der Verwaltungssitz des Arrondissements ist Sélestat (dt.: Schlettstadt).

Innenheim

### Arrondissement Strasbourg
Das Arrondissement Strasbourg ist in die Kantone Hœnheim, Illkirch-Graffenstaden, Lingolsheim, Schiltigheim, Strasbourg-1, Strasbourg-2, Strasbourg-3, Strasbourg-4, Strasbourg-5 und Strasbourg-6 eingeteilt; außerdem gehören die im Kanton Brumath gelegenen drei Gemeinden Eckwersheim, Vendenheim und La Wantzenau zum Arrondissement, da sie der Eurométropole de Strasbourg angehören.

Oberhausbergen
Osthoffen

## Département Haut-Rhin (68)

Lage in Frankreich

Das Département Haut-Rhin (Oberelsass, wörtlich Ober-Rhein) ist das Département mit der Ordnungsnummer 68. Es liegt im Elsass im Osten des Landes und ist, in Angrenzung zu dem anderen elsässischen Département Bas-Rhin (dt. Nieder-Rhein), benannt nach seiner quellnäheren Lage am Rhein, der die Grenze zu Deutschland bildet.

### Arrondissement Altkirch

Werentzhouse

### Arrondissement Colmar-Ribeauvillé

Artzenheim
Wickerschwihr

## Département Rhône (69)
Das Département Rhône liegt im Südosten des Landes in der Region Auvergne-Rhône-Alpes und wurde nach dem Fluss Rhone benannt.

Lage in Frankreich
Brullioles
Brussieu
Chénelette
Corcelles-en-Beaujolais
Échalas
Saint-Jacques-des-Arrêts

## Département Haute-Saône (70)
Das Département Haute-Saône liegt im Osten Frankreichs, in der Region Bourgogne-Franche-Comté. Sein Name leitet sich vom Fluss Saône ab.

Lage in Frankreich
Lavoncourt
Moimay
Vallerois-Lorioz

## Département Saône-et-Loire (71)
Das Département Saône-et-Loire ist das Département mit der Ordnungsnummer 71. Es liegt im Osten Frankreichs, in der Region Bourgogne-Franche-Comté, und ist nach den Flüssen Saône und Loire benannt.

Lage in Frankreich
Bourbon-Lancy
Chauffailles
Montret
Palinges
Saint-Loup-de-Varennes
Saint-Ythaire
Sancé

## Département Sarthe (72)
Das Département Sarthe, nach dem Fluss Sarthe benannt, liegt im Nordwesten des Landes, in der Region Pays de la Loire.

Lage in Frankreich
Aigné
Fatines
Luché-Pringé
Précigné

## Département Savoie (73)
Das nach der Landschaft Savoyen benannte Département Savoie liegt im Osten Frankreichs, in der Region Auvergne-Rhône-Alpes, an der Grenze zu Italien.

Lage in Frankreich
Orelle
Val-d’Isère

## Département Haute-Savoie (74)

Lage in Frankreich

Das Département Haute-Savoie (dt. Obersavoyen bzw. Hochsavoyen) liegt im Osten des Landes, in der Region Auvergne-Rhône-Alpes und ist ebenfalls nach der Landschaft Savoyen benannt. Hauptstadt des Départements ist Annecy. Das Département Haute-Savoie ist in vier Arrondissements Annecy, Bonneville, Saint-Julien-en-Genevois und Thonon-les-Bains mit insgesamt 279 Gemeinden gegliedert.

### Arrondissement Annecy

Quintal
Saint-Martin-Bellevue

### Arrondissement Bonneville

Thyez

### Arrondissement Saint-Julien-en-Genevois

Allonzier-la-Caille
Contamine-Sarzin
Cruseilles
Menthonnex-en-Bornes
Ville-la-Grand

### Arrondissement Thonon-les-Bains

Massongy

## Département Seine-Maritime (76)

Lage in Frankreich

Das Département Seine-Maritime liegt im Norden des Landes in der Region Normandie und ist nach dem Fluss Seine und seiner maritimen Lage benannt.

Sitz der Präfektur des Départements ist die Hafenstadt Rouen.

Das Département Seine-Maritime ist in drei Arrondissements Dieppe, Le Havre und Rouen mit insgesamt 35 Kantone sowie 707 Gemeinden gegliedert.

### Arrondissement Dieppe

Bertreville
Bosville
Drosay
Grainville-la-Teinturière
Ingouville
Néville
Saint-Germain-d’Étables
Saint-Riquier-en-Rivière
Sasseville
Val-de-Saâne
Val-de-Sâane (Variante (?))

### Arrondissement Le Havre

Anglesqueville-l’Esneval
Életot
Étainhus
Etretat
Manneville-la-Goupil
Mirville
Octeville-sur-Mer
Sainte-Adresse
Villainville

### Arrondissement Rouen

Le Grand-Quevilly
Saint-Aubin-de-Crétot
Tourville-la-Rivière

## Département Seine-et-Marne (77)
Das Département Seine-et-Marne liegt in der französischen Region Île-de-France, östlich von Paris, und ist nach den Flüssen Seine und Marne benannt.

Lage in Frankreich
Brou-sur-Chantereine
Bussières
Jouy-sur-Morin
Manneville-la-Goupil
Reuil-en-Brie

## Département Yvelines (78)
Das Département Yvelines liegt im westlichen Teil der Region Île-de-France, im Großraum Paris, und ist nach dem früheren Namen des Waldes von Rambouillet benannt.

Lage in Frankreich
Davron
Jambville
Saint-Germain-de-la-Grange
Saint-Rémy-lès-Chevreuse
La Verrière

## Département Deux-Sèvres (79)
Das Département Deux-Sèvres liegt im Westen des Landes, in der Region Nouvelle-Aquitaine, und ist nach den Flüssen Sèvre Niortaise und Sèvre Nantaise benannt.

Lage in Frankreich
Gourgé
Mazières-en-Gâtine
Saint-Léger-de-la-Martinière
Saint-Romans-lès-Melle

## Département Somme (80)
Das Département Somme ist das Département mit der Ordnungsnummer 80. Es liegt im Norden Frankreichs, in der Region Picardie und ist nach dem Fluss Somme benannt.

Lage in Frankreich
Bussy-lès-Poix
Hangest-en-Santerre
Mailly-Raineval
Rouvroy-en-Santerre

## Département Tarn (81)
Das Département Tarn ist nach dem Fluss Tarn benannt und liegt in der landwirtschaftlich geprägten Region Okzitanien im Süden des Landes. Die Hauptstadt des Départements ist Albi, der Geburtsort des Malers Toulouse-Lautrec.

Lage in Frankreich
Albine
Donnazac

## Département Tarn-et-Garonne (82)
Das Département Tarn-et-Garonne liegt im Süden Frankreichs, in der Region Okzitanien. Es ist nach den Flüssen Tarn und Garonne benannt.

Lage in Frankreich
Garganvillar
Mas-Grenier

## Département Var (83)
Das Département Var liegt im Südosten des Landes, in der Region Provence-Alpes-Côte d’Azur und ist nach dem gleichnamigen Fluss Var benannt, der jedoch seit 1859 nicht mehr zum Département gehört.

Lage in Frankreich
Six-Fours-les-Plages

## Département Vaucluse (84)
Das nach dem gleichnamigen Ort (heute: Fontaine-de-Vaucluse) benannte Département Vaucluse liegt in der südöstlichen Region Provence-Alpes-Côte d’Azur.

Lage in Frankreich
Caumont-sur-Durance
Modène

## Département Vendée (85)
Das Département Vendée liegt im Westen Frankreichs, in der Region Pays de la Loire und ist nach dem Fluss Vendée benannt.

Lage in Frankreich
Aubigny
Moutiers-les-Mauxfaits
Saint-Cyr-en-Talmondais
Vairé

## Département Vienne (86)
Das Département Vienne liegt im Westen des Landes in der Region Nouvelle-Aquitaine und ist nach dem Fluss Vienne benannt.

Lage in Frankreich
Angles-sur-l’Anglin
Paizay-le-Sec

## Département Vosges (88)
Das Département Vosges liegt im Osten des Landes in der Region Grand Est und ist nach dem Mittelgebirge Vogesen (frz.: Vosges) benannt. Seine Präfektur ist in Épinal, Unterpräfekturen sind Neufchâteau und Saint-Dié-des-Vosges.

Lage in Frankreich
Vexaincourt

## Département Yonne (89)
Das Département Yonne liegt im Nordosten des Landes, in der Region Bourgogne-Franche-Comté und ist nach dem Fluss Yonne benannt; dieser trug in gallischer Zeit den Namen der Flussgöttin Icauna.

Lage in Frankreich
Asquins
Étais-la-Sauvin
Lignorelles
Pisy
Préhy
Saint-Fargeau
Sainte-Vertu

## Département Territoire de Belfort (90)
Das Territoire de Belfort ist ein Département im Osten des Landes, in der Region Bourgogne-Franche-Comté. Der Hauptort ist Belfort.

Lage in Frankreich
Argiésans
Argiésans (alt)
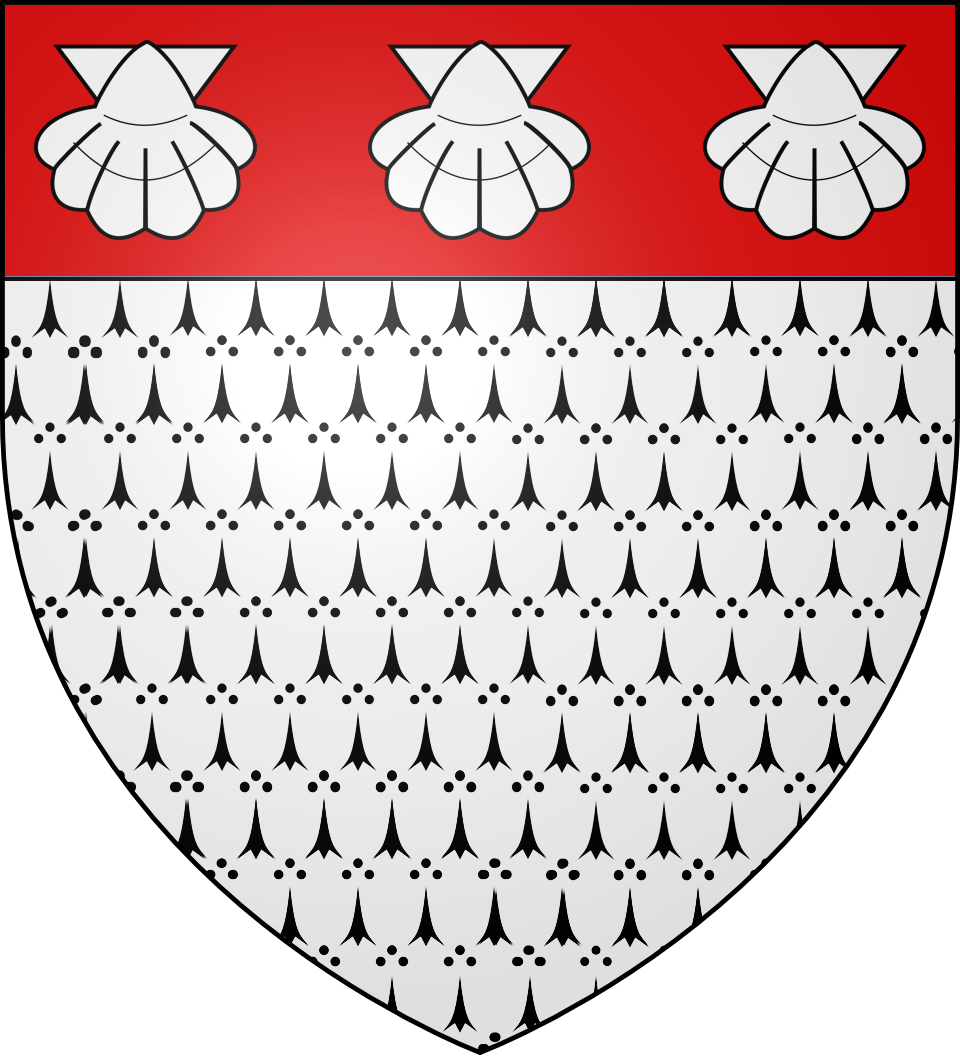
Bretagne
Eguenigue

## Département Essonne (91)

Lage in Frankreich

Das Département Essonne liegt in der Region Île-de-France. Es ist nach dem Fluss Essonne benannt sowie in die drei Arrondissements Étampes, Évry und Palaiseau mit insgesamt 21 Kantonen und 194 Gemeinden gegliedert.

### Arrondissement Étampes

Abbéville-la-Rivière
Pussay

### Arrondissement Évry

Morsang-sur-Orge
Ormoy

### Arrondissement Palaiseau

Champlan
Cheptainville Die Weintraube erinnert an den ehemaligen Weinbau im Ort, die Feder an den Schriftsteller Pierre Dupont (1821–1870), der von 1848 bis 1852 in Cheptainville lebte. Der Degen spielt auf den heiligen Martin, den Patron der Pfarrkirche, an. Das Weizenbündel symbolisiert die Landwirtschaft und der Eichenzweig den Wald im Ort.
Igny
Igny (klein)
Morangis

## Département Val-d’Oise (95)

Lage in Frankreich

Das Département Val-d’Oise Das Département Val-d’Oise liegt in der Region Île-de-France im Großraum Paris und ist nach dem Fluss Oise (Oise-Tal) benannt, es gliedert sich in 5 Arrondissements, 23 Kantone und 526 Gemeinden

### Arrondissement Pontoise
Das Arrondissement Pontoise mit Verwaltungssitz in Pontoise liegt im Nordwesten des Départements. Es gliedert sich in elf Kantone und 117 Gemeinden.

Commeny
Livilliers
Menucourt

### Arrondissement Sarcelles
Das Arrondissement Sarcelles liegt im Osten des Départements, es gliedert sich in zehn Kantone und 61 Gemeinden.

Maffliers
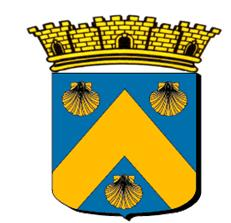
Maffliers (Variante)
Margency
Saint-Gratien